# Turritella wareni
Turritella wareni is een slakkensoort uit de familie van de Turritellidae. De wetenschappelijke naam van de soort is voor het eerst geldig gepubliceerd in 2010 door Ryall & Vos.